# Stazione di Scilla
Stazione di Scilla vasútállomás Olaszországban, Calabria régióban, Scilla településen.

## Vasútvonalak
Az állomást az alábbi vasútvonalak érintik:
- Battipaglia–Reggio di Calabria-vasútvonal

## Kapcsolódó állomások
A vasútállomáshoz az alábbi állomások vannak a legközelebb:
- Stazione di Favazzina
- Stazione di Villa San Giovanni-Cannitello